# 尚布瓦
尚布瓦（法語：Chambois，法語發音：[ʃɑ̃bwa] ⓘ）是法国厄尔省的一个市镇，属于贝尔奈区。该市镇于2016年由原市镇阿夫里伊、科尔讷伊和托梅尔-拉索涅合并而成。

## 地理
尚布瓦（48°55'51"N, 1°8'41"E）面积27.6 平方千米，位于法国诺曼底大区厄尔省，该省份为法国北部内陆省份，北起滨海塞纳省，西接奧恩省和卡爾瓦多斯省，南至厄尔-卢瓦省，东临瓦兹省、瓦兹河谷省和伊夫林省。
与尚布瓦接壤的市镇（或旧市镇、城区）包括：格罗瑟夫尔、勒普莱西格罗昂、沙维尼-巴约勒。
尚布瓦的时区为UTC+01:00、UTC+02:00（夏令时）。

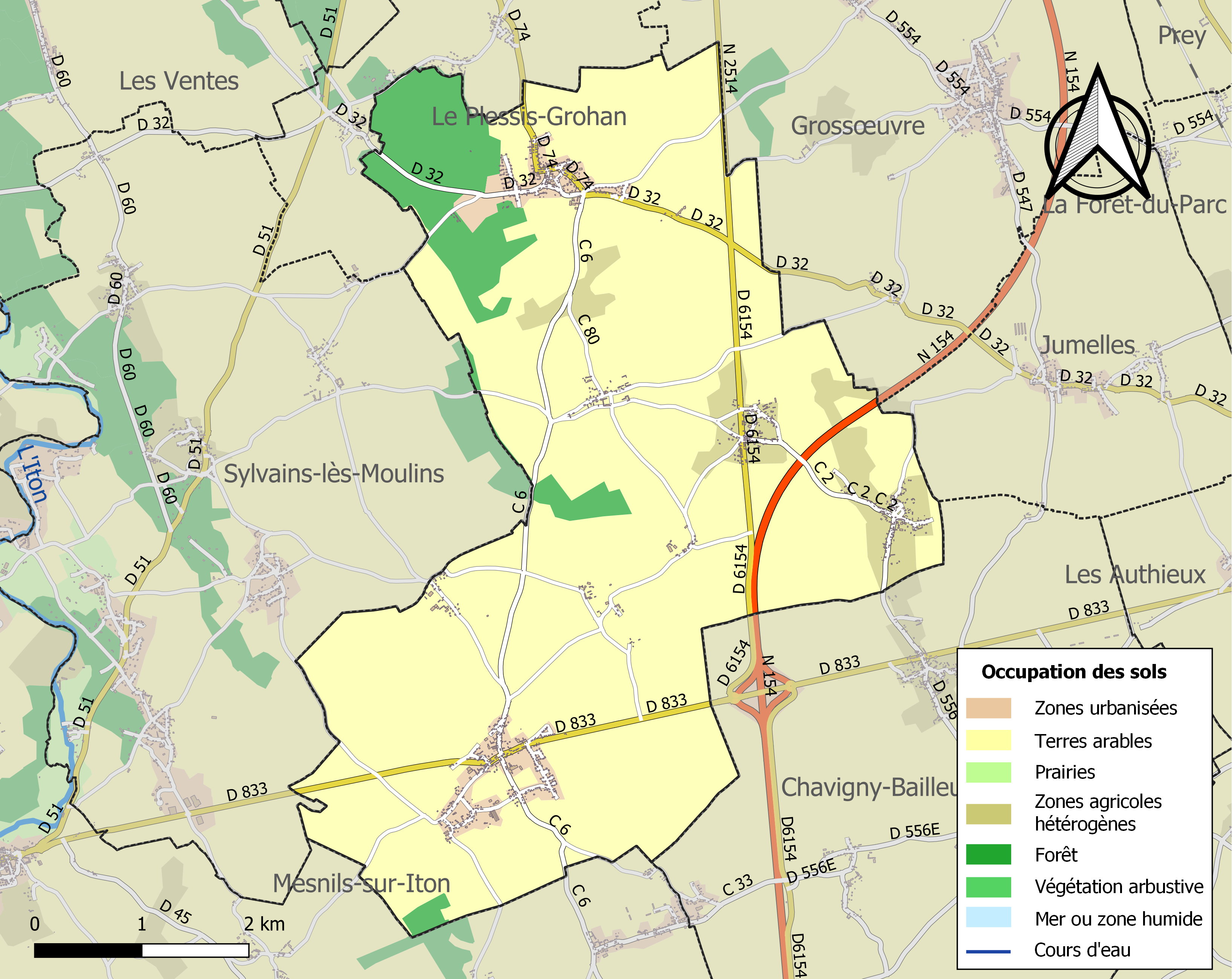
尚布瓦的OSM定位图

## 行政
尚布瓦的邮政编码为27240，INSEE市镇编码为27032。

## 政治
尚布瓦所属的省级选区为阿夫尔河和伊通河畔韦尔讷伊县。

## 人口
尚布瓦于2022年1月1日时的人口数量为1347人。